# 普兰叙埃若勒-马尔布宗
普兰叙埃若勒-马尔布宗（法語：Prinsuéjols-Malbouzon，法語發音：[pʁɛ̃sɥeʒɔl malbuzɔ̃]）是法国洛泽尔省的一个市镇，属于芒德区。该市镇于2017年由原市镇普兰叙埃若勒和马尔布宗合并而成，行政中心位于马尔布宗。

## 地理
普兰叙埃若勒-马尔布宗（44°42'6.0"N, 3°8'9.0"E）面积57.22 平方千米，位于法国奧克西塔尼大區洛泽尔省，该省份为法国南部内陆省份，北起上盧瓦爾省和康塔爾省，西接阿韦龙省，南至加尔省，东临阿尔代什省。
与普兰叙埃若勒-马尔布宗接壤的市镇（或旧市镇、城区）包括：布里永、拉法日蒙蒂韦尔努、欧布拉克地区佩尔、勒比松、圣洛朗德米雷、马尔沙斯泰勒、纳斯比纳勒。
普兰叙埃若勒-马尔布宗的时区为UTC+01:00、UTC+02:00（夏令时）。

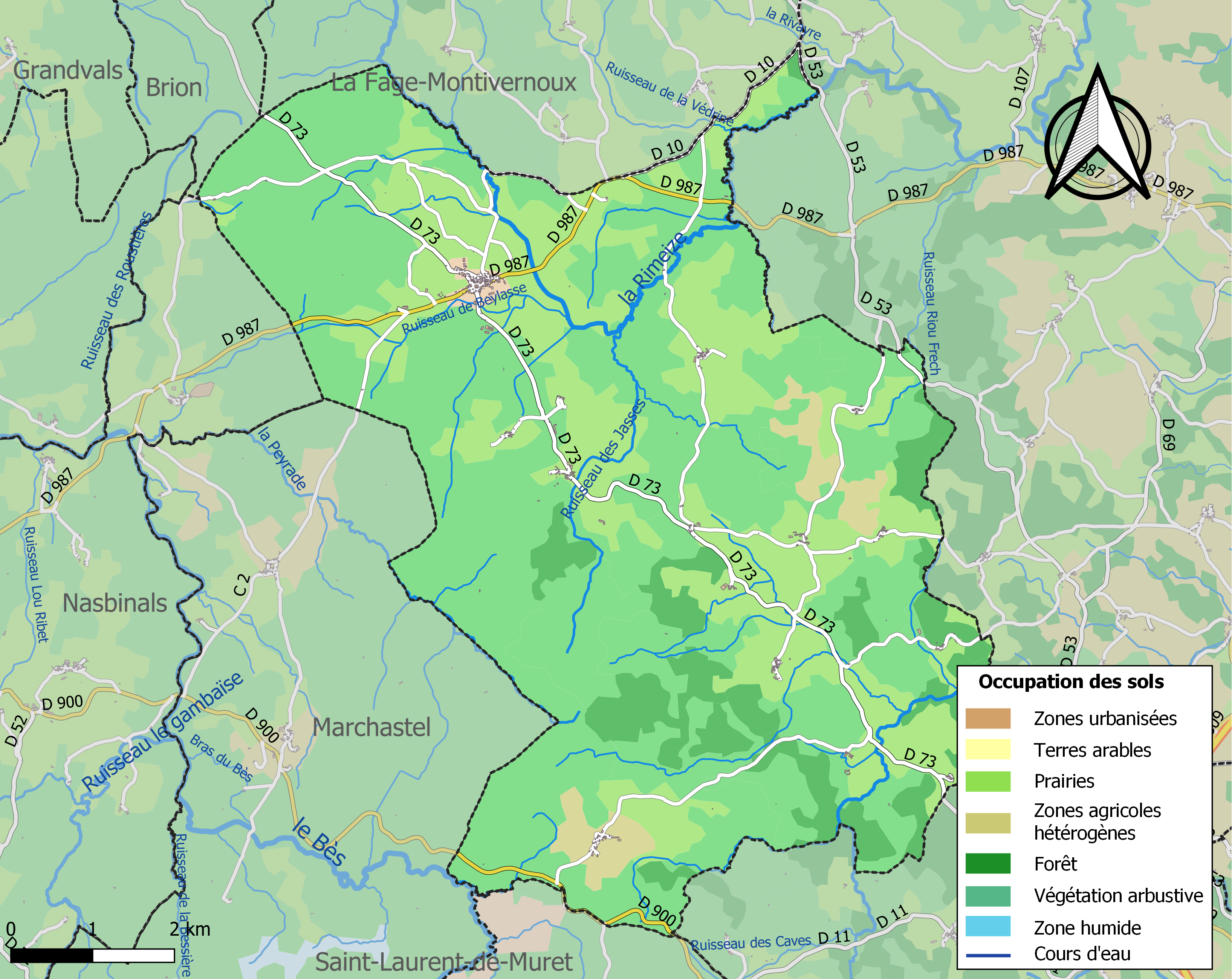
普兰叙埃若勒-马尔布宗的OSM定位图

## 行政
普兰叙埃若勒-马尔布宗的邮政编码为，INSEE市镇编码为48087。

## 政治
普兰叙埃若勒-马尔布宗所属的省级选区为欧布拉克地区佩尔县。

## 人口
普兰叙埃若勒-马尔布宗于2022年1月1日时的人口数量为250人。